# Alphonse-Osias Gagnon
Alphonse-Osias Gagnon (13 décembre 1860 - 12 février 1941) était un homme d'Église canadien qui fut évêque de Sherbrooke de 1923 à 1941. Originaire de Notre-Dame-de-Bonsecours (Québec), il reçut l'ordre en l'année 1883. Il avait été nommé évêque titulaire de Pegae (de) par Pie XI et consacré à l'épiscopat par Mgr Georges Gauthier avec comme co-consécrateurs George Albert Guertin (en) et Raymond-Marie Rouleau. Mgr Philippe Desranleau lui succède en tant qu'évêque de Sherbrooke. Il est décédé en 1941.